# Norsk Telegrambyrå
Norsk Telegrambyrå (NTB) er et norsk nyhedsbureau, grundlagt i Oslo (Kristiania) 1867 af Alfred Fich med støtte fra Wolffs Bureau (Deutsche Presse-Agentur DPA).
I dag er NTB Norges nationale nyhedsbureau.
Geir Terje Ruud bliver midlertidig nyhedschef, d. 1. januar 2019.